# Blood Feast
Blood Feast è un film del 1963, diretto da Herschell Gordon Lewis.
Considerato il primo film splatter della storia, è anche il primo film di quella che i fan del regista hanno chiamato Trilogia del sangue (The Blood Trilogy). Gli altri due film sono: 2000 Maniacs (1964) e Color Me Blood Red (1965).

## Trama
A Miami, in Florida, la signora Dorothy Fremont si rivolge a Fuad Ramses, un commerciante di origine egiziana per organizzare la festa della figlia Suzette.
Quello che la donna ignora è che l'uomo, un sadico assassino, intende trasformare la festa in un banchetto di sangue per riportare in vita la dea Ishtar, ma i suoi piani vengono scoperti dalla polizia ed è costretto alla fuga. Nascostosi in un cassonetto dei rifiuti, Fuad finisce in un autocompattatore e viene orribilmente maciullato.

## Produzione

### Sviluppo
In pieno periodo dell'horror gotico targato Hammer, Lewis e Friedman decidono di creare un nuovo genere di horror che andasse a colpire lo spettatore laddove il genere gotico cercava di limitarsi e cioè nell'uso del sangue.

### Riprese
Le riprese del film ebbero luogo a Miami, in Florida, per un periodo di quattro giorni e con un budget di 24.000 dollari. Il regista ha voluto una propensione realistica per la scena in cui ad una donna viene strappata la lingua; per questo fece importare da Tampa Bay una lingua di pecora e la utilizzò nella scena. Tutti gli altri organi utilizzati durante le riprese furono importati localmente. Lewis girò Blood Feast a colori per mostrare il sangue rosso utilizzato nel film.
Viene spesso erroneamente accreditato come il primo film nel quale vengono mostrate persone morire con gli occhi aperti. In realtà i primi film a mostrarli Il medico di campagna (1909) e Nemico pubblico (1931).

## Distribuzione
Negli Stati Uniti il film venne distribuito in VHS dalla Continental Video negli anni'80. Sul finire degli anni '90 venne distribuito sia in VHS che in DVD-ROM dalla Something Weird Video.

## Critica
Inizialmente Blood Feast non ricevette critiche positive. Il 6 maggio 1964 il settimanale Variety definì Blood Feast "un film shoccante inaccettabile, incredibilmente crudele dall'inizio alla fine". La recensione definì l'intera produzione un "fiasco", la sceneggiatura di Louise Downe "insensata" e la recitazione "amatoriale". Sulla regia di Lewis la recensione si espresse definendola "fallimentare".
In risposta alla recensione di Variety, Friedman disse, "Herschell e io ci siamo spesso chiesti chi è che disse a Variety che stavamo prendendoci sul serio."
Lewis disse del film «Spesso mi riferisco a "Blood Feast" come a una poesia di Walt Whitman. Per niente bello, ma primo nel suo genere.»

## Censura
Per la sua componente viscerale, Blood Feast è stato bandito in alcune regioni della Germania e nel Regno Unito (dal 1984 sino al 2001, essendo stato incluso nella lista dei cosiddetti Video nasty). In Italia (uno dei tanti paesi in cui rimase a lungo inedito) è stato trasmesso per la prima volta in versione originale con sottotitoli nella seconda metà degli anni novanta, ma per vederlo in italiano si è dovuta attendere l'uscita in DVD nel 2005.

## Riconoscimenti
- 2017 - Saturn Award
  - Candidatura al premio per la miglior collezione DVD/Blu-Ray

## Romanzo
Lewis scrisse una novelization di Blood Feast in concomitanza con la realizzazione del film. Il romanzo, che presenta differenze significative nei personaggi principali di Fuad Ramses, Pete Thornton e Suzette Fremont, ha un tono molto più divertente rispetto al film ed è ambientato a Chicago invece che a Miami.Venne ristampato dalla FantaCo Enterprises negli anni '80.

## Fumetto
Nel 1991 venne realizzato un adattamento a fumetti in bianco e nero in due parti. Scritto da Jack Herman, disegnato da Stan Timmons ed inchiostrato da Mike Matthew, il fumetto venne pubblicato dalla Eternity Comics.

## Sequel
Nel 1990 il regista Fred Olen Ray annunciò l'inizio delle riprese di un sequel del film, ma poi, per ragioni sconosciute, il film non venne mai realizzato.
Nel 2002 fu l'ormai anziano Herschell Gordon Lewis ha girato il seguito di questo film, dal titolo Blood Feast 2.

## Omaggi
Visto il grande successo ottenuto dal film furono realizzati nel corso degli anni alcuni film-fotocopia di Blood Feast.
Nel 1978 venne girato una specie di film-fotocopia di Blood Feast dal titolo Mardi Gras Massacre, diretto da Jack Weis ed interpretato da Curt Dawson e Gwen Arment.
Nel 1987 venne girato un altro film-fotocopia di Blood Feast dal titolo Il ristorante all'angolo, diretto da Jackie Kong, con Carl Crew, Richard Berks e Lisa Guggenheim. L'idea della regista era quella di realizzare un film che fosse il "sequel spirituale" di Blood Feast.
Inoltre nel film ad episodi Delirious - Il baratro della follia (1973) c'è un episodio che si ispira a Blood Feast.

## Remake
Nel 2016 il regista Marcel Walz ha girato il remake, solo nominale, del film.